# Château de Ormuz
Le Fort Notre-Dame de la Conception, également appelé Château de Ormuz (en persan قلعه هرمز) est une forteresse situé sur l'Île d'Ormuz, dans le golfe Persique, en Iran. Il a été construit par les Portugais, lors de la prise de l'île par ces derniers en 1507.